# کوتکندی
کوتکندی (به لاتین: Kotkandi) یک منطقهٔ مسکونی در بنگلادش است که در Manikganj واقع شده‌است. کوتکندی ۱٬۳۴۶ نفر جمعیت دارد.